# 675
سنة 675 م كانت سنة بسيطة تبدأ يوم الإثنين (الرابط يظهر نموذج التقويم الكامل للسنة) من التقويم اليولياني. بدأت تسمية السنة ب675 منذ العصور الوسطى المبكرة، عندما أصبح تقويم أنو دوميني هو الأسلوب السائد في أوروبا لتسمية السنوات.

## مواليد
- لاهز بن قريظ من نقباء بني العباس.
- عائشة بنت موسى زوجة الخليفة الأموي عبد الملك بن مروان.
- خالد بن صفوان التميمي من خطباء العرب المشهورين.
- بسطام اليشكري المعروف بشوذب من زعماء الخوارج الحرورية.

## وفيات
- الأرقم بن أبي الأرقم
- خليد بن قرة التميمي أمير خراسان في زمن الخليفة علي بن أبي طالب.